# Peltodytes simplex
Peltodytes simplex är en skalbaggsart som först beskrevs av Leconte 1952.  Peltodytes simplex ingår i släktet Peltodytes och familjen vattentrampare. Inga underarter finns listade i Catalogue of Life.